# Силин, Александр Валентинович
Александр Валентинович Силин (род. 28 января 1962, Коломна, Московская область, СССР) — подполковник Вооружённых сил Российской Федерации, участник Первой карабахской и Южноосетинской войн, Гражданской войны в Таджикистане, осетино-ингушского конфликта, Первой и Второй чеченской войны, Герой Российской Федерации (1995). Командир самоходного артиллерийского дивизиона 1182-го артиллерийского полка 106-й гвардейской воздушно-десантной дивизии (на момент получения звания Героя), с 1995 по 2002 годы — начальник штаба самоходно-артиллерийского дивизиона в 137-м гвардейском парашютно-десантном полку, с 2002 года — в запасе.

## Биография
Родился 28 января 1962 году в городе Коломна Московской области. Русский. Окончил среднюю школу.
В августе 1979 года поступил на службу в Вооружённые силы СССР. В 1983 году окончил Коломенское высшее артиллерийское командное училище, после чего служил в Воздушно-десантных войсках командиром самоходно-артиллерийского взвода 299-го гвардейского парашютно-десантного полка 98-й гвардейской воздушно-десантной дивизии (Ивановская область). С 1987 года — командир взвода курсантов Коломенского высшего артиллерийского командного училища. С 1989 года — командир взвода и батареи 137-го гвардейского парашютно-десантного полка (Рязань). Принимал участие в ликвидации межнациональных конфликтов в Нагорном Карабахе, Южной Осетии, Таджикистане, Северной Осетии и Ингушетии.
С декабря 1994 по апрель 1995 года — участник первой чеченской войны, в том числе штурма Грозного, где 4 января с подкреплением прорвался к товарищам и возглавил оборону одного из зданий, получив ранение при отражении первой же атаки боевиков. Остался в строю, с двумя гранатометами выбрался из здания, сумел скрытно приблизиться к танкам, которые попытались обрушить стены домов, в которых укрывались российские войска, и двумя выстрелами поразил оба танка, после чего вернулся обратно в «свой» дом. Всего гарнизон под командованием Александра Силина вел бой в районе вокзала около 11 суток, после прибытия основных частей российских войск десантники выбили врага ещё из нескольких прилегающих строений, в этих боях Александром Силиным и его подчиненными уничтожено 3 танка и 5 автомашин боевиков, уничтожено до 40 огневых точек.
Указом Президента Российской Федерации от 13 февраля 1995 года за мужество и героизм, проявленные при выполнении специального задания, капитану Силину Александру Валентиновичу присвоено звание Героя Российской Федерации с вручением медали «Золотая звезда» (№ 114).
С 1995 года — начальник штаба самоходно-артиллерийского дивизиона в 137-м гвардейском парашютно-десантном полку. В 2002 году подполковник Силин был уволен в запас. Активно участвует в деятельности фонда «Герои России».